# Beloniscus malayanus
Beloniscus malayanus is een hooiwagen uit de familie Beloniscidae. De wetenschappelijke naam van Beloniscus malayanus gaat terug op Roewer.